# ليزلي غروفز
ليزلي ريتشارد غروفز جونيور (17 أغسطس 1896 - 13 يوليو 1970) كان ضابطًا في سلاح المهندسين في الجيش الأمريكي أشرف على بناء البنتاغون وأدار مشروع مانهاتن، وهو مشروع بحثي شديد السرية طور القنبلة الذرية خلال الحرب العالمية الثانية.
عاش غروفز، ابن قسيس بالجيش الأمريكي، في مواقع عسكرية مختلفة خلال طفولته. في عام 1918، تخرج في المركز الرابع على صفه في الأكاديمية العسكرية الأمريكية في ويست بوينت وتم تكليفه في سلاح المهندسين في الجيش الأمريكي. في عام 1929، ذهب إلى نيكاراغوا كجزء من رحلة استكشافية لإجراء مسح لقناة نيكاراغوا المشتركة بين المحيطات. في أعقاب زلزال عام 1931، استولى غروفز على نظام إمداد المياه في ماناغوا، وحصل على وسام الاستحقاق الرئاسي في نيكاراغوا. التحق بمدرسة القيادة والأركان العامة في فورت ليفنوورث، كانساس، في عامي 1935 و1936، والكلية الحربية للجيش في عامي 1938 و1939، وبعد ذلك تم تعيينه في هيئة الأركان العامة لإدارة الحرب. طور غروفز "سمعته كفاعل، وقائد، ومتمسك بالواجب" في عام 1940 أصبح مساعدًا خاصًا للبناء لقائد التموين العام، مكلفًا بتفتيش مواقع البناء والتحقق من تقدمها. في أغسطس 1941، تم تعيينه لإنشاء مجمع المكاتب العملاق لموظفي وزارة الحرب البالغ عددهم 40 ألف موظف والذي سيصبح في النهاية البنتاغون.

## روابط خارجية
- ليزلي غروفز على موقع IMDb (الإنجليزية)
- ليزلي غروفز على موقع الموسوعة البريطانية (الإنجليزية)
- ليزلي غروفز على موقع إن إن دي بي (الإنجليزية)
- ليزلي غروفز على موقع قاعدة بيانات الفيلم (الإنجليزية)